# Prótesis fija (dental)

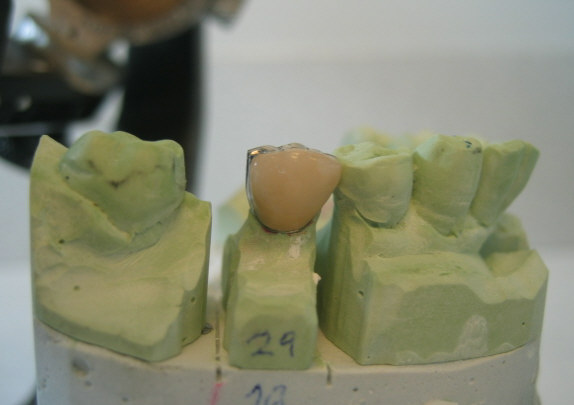
Corona metal-cerámica.

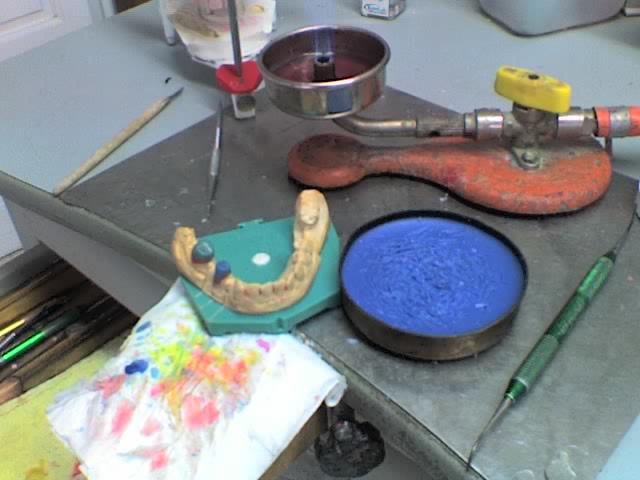
Puesto de trabajo para la fase de encerado.

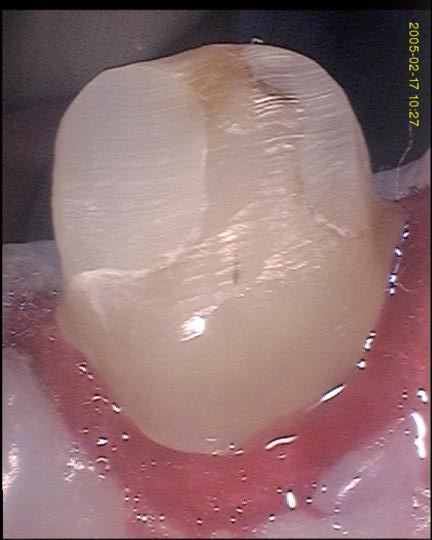
Muñón (diente tallado y preparado para una posterior colocación de la corona fija).

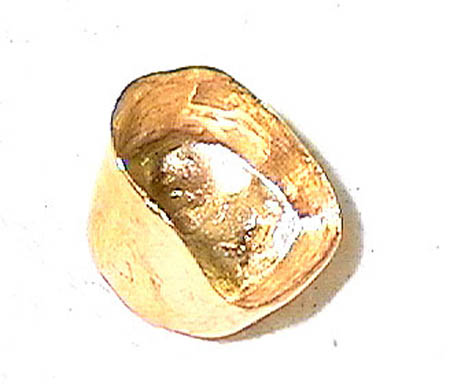
Corona de oro.

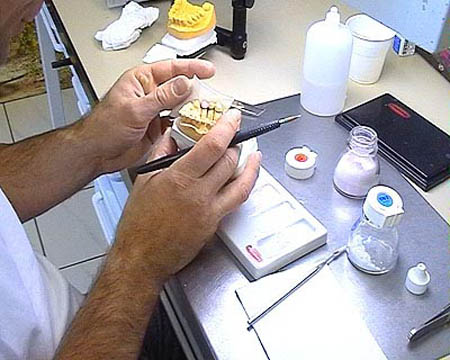
Protésico montando un puente con porcelana.

Las prótesis fijas, son prótesis completamente dentosoportadas, que toman apoyo únicamente en los dientes.
El odontólogo desgasta los dientes que servirán como soporte, denominados dientes pilares y situados en los extremos de cada zona edéntula (sin dientes), en los cuales irán cementadas las prótesis fijas cuidadosamente ajustadas. Para ello en la clínica, el odontólogo tomará impresiones y registros de mordida que posteriormente enviará al laboratorio donde el protésico vacía, o positiva, las impresiones en yeso, y confecciona sobre los modelos resultantes las estructuras de la prótesis fija con cera. Estos encerados se incluirán en revestimientos especiales resistentes a altas temperaturas, y se procede al colado en metal con distintas aleaciones. El último paso podría ser montar la cerámica sobre las estructuras metálicas, dependiendo del tipo de prótesis fija a realizar, ya que también existe la posibilidad de realizar las coronas y puentes en porcelana pura (sin metal) o sobre una base de un material blanco llamado alúmina o zirconia.
El protesista dental tendrá que usar un articulador que simule la articulación temporomandibular del paciente, modelos antagonistas que reproduzcan la arcada dentaria del paciente, etc., para lograr una oclusión correcta y funcional.
Se realizarán varias pruebas en boca, y tras conseguir los tres objetivos esenciales de una prótesis, el odontólogo cementará en boca el resultado, sin que este pueda ser retirado por el paciente.

## Tipos de prótesis fija[1]

### Según su forma

#### Corona
Una corona es una restauración individual para una pieza dentaria (o diente) en concreto. En ocasiones son también llamadas "fundas", sobre todo por el paciente, que no las ve como una prótesis en sí. Esto es así, porque en realidad, las coronas se colocan sobre el diente natural del paciente, que habrá sido previamente tallado, y como si de una funda se tratara. Como en toda prótesis fija, los dientes se realizan artesanalmente, personificados para cada paciente y ciñéndose a las necesidades de su anatomía dentobucal.

##### Coronas de recubrimiento parcial
- Extracoronales: 3/4, 4/5, 7/8 y onlays.
- Intracoronales: Inlays o incrustaciones.
- Endocoronas: incrustaciones dentales de tipo overlay.

onlays

##### Coronas de recubrimiento total
- Extracoronales: Veneer (metal- material estético); Total vaciada, Jacket (porcelana o acrílico)

#### Incrustaciones o retenedores intracoronales
Restauraciones que basan su retención a expensas de las paredes internas como externas del diente pilar.
- Corona Richmond o pivotada hay diferentes tipos según el material utilizado para su confección : metálicas , plásticas, o mixtas
- Endoposte

#### Puentes
Un puente es un tipo de prótesis fija que sustituye una edentación de al menos un diente, para ello el dentista talla los dientes vecinos a la edentación y el protésico elabora dos coronas en los dientes pilares también llamados retenedores, y mediante un atache sostienen al diente que queremos reemplazar (póntico).

##### Componentes del puente
- Diente pilar: es el diente al que va cementado el retenedor del puente.

- Retenedor: Parte del puente que va cementada al diente pilar.

- Póntico: Su función es reponer a los dientes faltantes que se encuentran entre los pilares.

- Conector: Es aquella parte que une los retenedores con el póntico.

- Ataches: es el elemento generalmente metálico que une el póntico a los retenedores, consta de una hembra que sale del pilar distal y de un macho que sale del póntico

##### Tipos de puentes dentales[2]

###### Puente dental fijo tradicional
Es el puente más tradicional. También suele ser concebido por los profesionales en odontología como la forma más segura de reemplazar dientes adyacentes. Un puente dental fijo es una solución muy duradera.

###### Puente dental Maryland
Es un puente hecho con aleaciones de metal unidas con resina a los dientes pilares. En lugar de colocarse a los dientes adyacentes con coronas, tiene «alas» de metal o porcelana a cada lado que se adhieren al borde interno de los dientes vecinos al hueco. Hoy en día este tipo de puentes se producen con otros materiales como fibra de vidrio y resina sin metal. Suelen ser los recomendados para sustituir los dientes delanteros, que ejercen poca fuerza en la mordida pero que estéticamente se ven bastante. El puente dental Maryland mejora el aspecto de la sonrisa y la mordida.
La principal desventaja es que no son tan fuertes como un puente fijo tradicional. Sin embargo, el puente dental Maryland es una alternativa más económica que un puente dental fijo tradicional o un implante. Los materiales más frecuentes son la porcelana, cerámica y fibra de vidrio, pero hoy en día el puente de zirconio es uno de los más elegidos.

###### Puente dental en extensión
La principal característica es que se sujeta sólo a un diente natural. Se suele prescribir para zonas donde solamente hay un diente al que puede sujetarse, o cuando hay una sola pieza dental en buen estado que puede usarse para el anclaje. Es más barato que los puentes fijos convencionales.

### Según los materiales empleados
- Simple: Cuando se elabora de un solo material. Ejemplo: metal (0,5mm), cerámica(1mm), acrílico(0,5), cerómeros.
- Compuesta: Cuando se elabora con una combinación de dos materiales: Ejemplo: Metal - cerámica(1,5mm), metal - acrílico----(1,5mm), metal - cerómero(1,5mm)

CARILLAS DE PORCELANA
- ANTECEDENTES

1983, Horn introdujo un método para
 cocer una carilla laminada.
1955, cuando Buonocore presenta el método
 de grabado ácido del esmalte.
Simonsen y Calamia con un agente de silano
  se aumenta la resistencia de unión
  (cerámica –composite).
- INDICACIONES:

Anomalías de color.
Anomalías de forma y posición.
Textura superficial anormal.
Indicaciones funcionales.
Recubrimiento de cobertura total
Restauraciones antiguas.
- CONTRAINDICACIONES:

Insuficiente estructura de esmalte.
Restaurar con resina compuesta.
Parafunción.
Mal posiciones exageradas
- VENTAJAS

Estética excelente.
No cambia el color.
Conservación de la estructura dental.
Adaptación gingival.
Resistente a la abrasión.
Buena adhesión con el esmalte.
Favorece la salud bucal.
- DESVENTAJAS

Alto costo.
Requieren de tiempo.
Difícil la selección del color.
Altera con flúor.
Frágiles al colocarse
- Factores:

Expectativas del paciente.
Oclusión.
Extensión de las anomalías de forma o estructura del esmalte.
Necesidad de cierre del diastema.
Análisis facial.
Análisis de la sonrisa.
Salud periodontal.
- FUNCIÓN:

Protección de tejido dentario tallado.
Integración y regeneración de tejido gingival.
Test estético.
Guía para el laboratorio en la confección
  de las carillas de porcelana definitivas.
- Factores a considerar durante la prueba de la carilla:

Línea media.
Eje dental.
Contorno gingival.
Pico de trazado gingival.
Triángulo interdental.
Forma dentaria.
 borde incisal.
Ángulo interinterno incisal.
Surcos y fositas.
Línea de la sonrisa.
Curso del borde incisal.
- Procedimiento de laboratorio

Técnica del muñón
 refractario.
Técnica de
 lámina de
 platino.